# James Edgar Martine

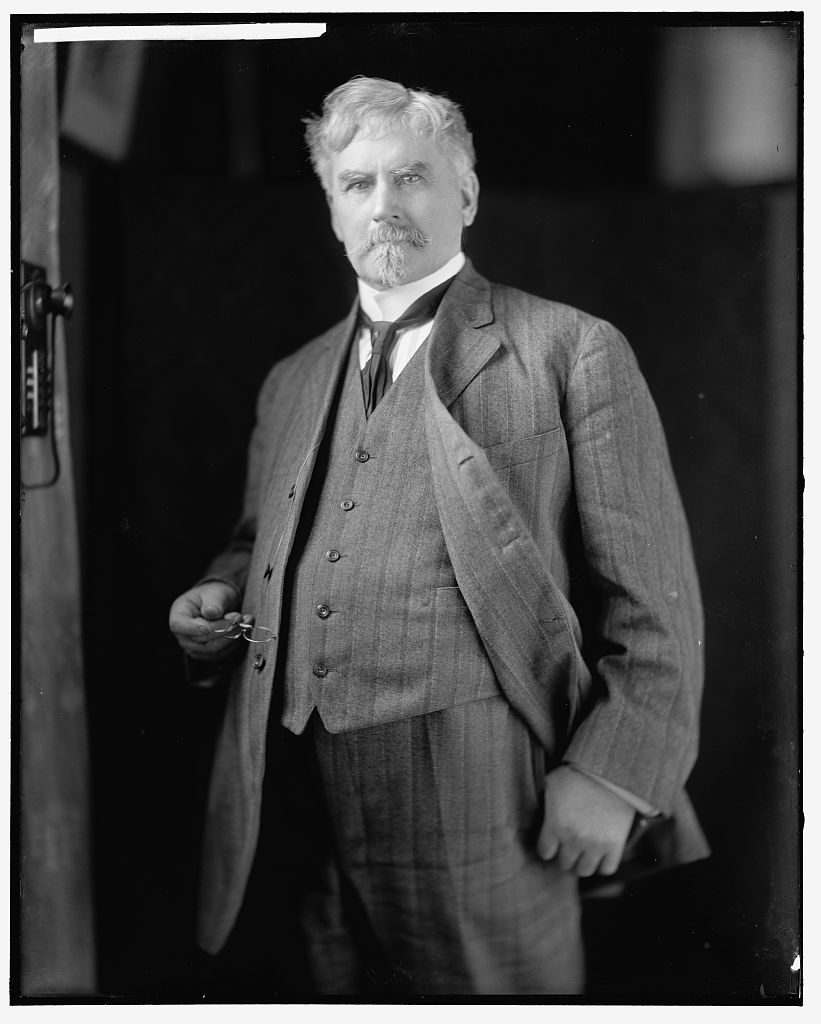
James Edgar Martine

James Edgar Martine (* 25. August 1850 in New York City, New York; † 26. Februar 1925 in Miami, Florida) war ein US-amerikanischer Politiker. Zwischen 1911 und 1917 vertrat er den Bundesstaat New Jersey im US-Senat.

## Werdegang
Bereits im Jahr 1857 kam James Martine mit seinen Eltern nach Plainfield in New Jersey, wo er die öffentlichen Schulen besuchte. Danach arbeitete er in der Landwirtschaft sowie in der Immobilien- und Baubranche. Politisch schloss er sich der Demokratischen Partei an. Er war Mitglied im Gemeinderat von Plainfield und kandidierte erfolglos für das Amt des dortigen Bürgermeisters. Im Jahr 1906 bewarb er sich ebenfalls erfolglos um einen Sitz im Kongress.
Bei den Wahlen des Jahres 1910 wurde Martine als Kandidat seiner Partei in den US-Senat gewählt, wo er am 4. März 1911 die Nachfolge von John Kean antrat. Bis zum 3. März 1917 konnte er eine sechsjährige Amtszeit im Senat absolvieren. Zwischenzeitlich leitete er den Ausschuss zur Küstenverteidigung (Committee on Coast Defenses). Außerdem war er Mitglied im Committee on Industrial Expositions, das es heute nicht mehr gibt und das nur zwischen 1899 und 1921 existierte. In seine Zeit im Senat fielen die Verabschiedung des 16. und des 17. Verfassungszusatzes. Dabei ging es um die Erhebung von Einkommensteuern und um die Direktwahl der US-Senatoren.
Im Jahr 1916 wurde James Martine nicht wiedergewählt. Nach seinem Ausscheiden aus dem Kongress nahm er seine früheren Tätigkeiten wieder auf. Er starb am 26. Februar 1925 in Miami und wurde in Plainfield beigesetzt.